# 1335
Évszázadok: 13. század – 14. század – 15. század
Évtizedek: 1280-as évek – 1290-es évek – 1300-as évek – 1310-es évek – 1320-as évek – 1330-as évek – 1340-es évek – 1350-es évek – 1360-as évek – 1370-es évek – 1380-as évek
Évek: 1330 – 1331 – 1332 – 1333 –  1334 – 1335 – 1336 – 1337 – 1338 – 1339 – 1340

## Események
- Az avignoni pápai palota építésének kezdete.
- május 2. – Ottó osztrák herceg Karintia hercege lesz.
- november 1. – I. Károly (Róbert) magyar, III. Kázmér lengyel és János cseh király a visegrádi királytalálkozón megkötik a cseh–magyar–lengyel szövetséget.

## Születések
Luxemburgi Margit magyar királyné (†1349)

## Halálozások
- április 2. – Henrik, Karintia hercege, Tirol grófja (* 1273 k.)